# Muránska Huta
Muránska Huta és un poble i municipi d'Eslovàquia que es troba a la regió de Banská Bystrica.

## Història
La primera menció escrita de la vila es remunta al 1691.

## Demografia
| Godina             | 1994 | 2004    | 2014   | 2024    |
| ------------------ | ---- | ------- | ------ | ------- |
| Nombre de persones | 128  | 209     | 194    | 172     |
| Diferència         |      | +63,28% | −7,17% | −11,34% |

| Godina             | 2023 | 2024   |
| ------------------ | ---- | ------ |
| Nombre de persones | 173  | 172    |
| Diferència         |      | −0,57% |